# La Banda Timbiriche
La Banda Timbiriche es el segundo álbum de estudio del grupo infantil mexicana Timbiriche, fue publicado el 8 de enero de 1983 por Discos Melody. El álbum contiene los exitosos temas "La banda timbiriche", "México" y "Mamá", además del tema  "Chispita", el cual es usado para la telenovela que llevaba ese mismo nombre protagonizada por la artista infantil en aquel entonces Lucero.
Durante esta etapa cada integrante "simulaba" tocar un instrumento (cosa que era notoria debido a que ninguno de ellos sabía tocar instrumento alguno en esa época). Para la promoción de La Banda Timbiriche realizaron programas televisivos donde comparten escenario con el grupo que era considerado su "competencia" Parchís y a finales de ese año son invitados a participar a un programa estadounidense donde interpretaron la famosa canción de Frank Sinatra "New York, New York".

## Lista de canciones

### LP
| Lado A |                                                    |                                          |          |  |
| N.º    | Título                                             | Escritor(es)                             | Duración |  |
| 1.     | «Rock Del Amor» (Diego y Alix)                     | Guillermo Méndez Guiú, Álvaro Dávila     | 2:57     |  |
| 2.     | «La Banda Timbiriche» (Todos)                      | Feliciati, Foschini, Ceroni, Miguel Bosé | 3:04     |  |
| 3.     | «Ojos De Miel» (Benny y Sasha)                     | Amparo Rubín, Méndez Guiu                | 3:08     |  |
| 4.     | «Por Tu Amor» (Mariana, Sasha, Alix y Paulina)     | Méndez Guiu, Dávila                      | 2:52     |  |
| 5.     | «Solo Tú, Solo Yo» (Diego, Mariana, Benny y Sasha) | Feliciati, Foschini, Ceroni, Bosé        | 3:10     |  |

| Lado B |                                                                     |                                   |          |  |
| N.º    | Título                                                              | Escritor(es)                      | Duración |  |
| 1.     | «La Vida Es Mejor Cantando» (Sasha, Paulina, Mariana, Diego y Alix) | Méndez Guiu, Pedro Damián         | 2:48     |  |
| 2.     | «México» (Mariana y Paulina)                                        | Feliciati, Foschini, Ceroni, Bosé | 2:53     |  |
| 3.     | «Mamá» (Benny)                                                      | Rubín, Méndez Guiu                | 2:55     |  |
| 4.     | «Cocorito» (Todos)                                                  | Feliciati, Foschini, Ceroni, Bosé | 3:07     |  |
| 5.     | «Rocococococanrol» (Benny, Alix, Paulina y Diego)                   | Méndez Guiu, Damián               | 3:04     |  |
| 6.     | «Chispita» (Todos)                                                  | Méndez Guiu, Dávila               | 2:58     |  |

### CD
| La Banda Timbiriche |                                                                     |                                   |          |  |
| N.º                 | Título                                                              | Escritor(es)                      | Duración |  |
| 1.                  | «Rock Del Amor» (Diego y Alix)                                      | Méndez Guiú, Álvaro Dávila        | 2:57     |  |
| 2.                  | «La Banda Timbiriche» (Todos)                                       | Feliciati, Foschini, Ceroni, Bosé | 3:04     |  |
| 3.                  | «Ojos De Miel» (Benny y Sasha)                                      | Rubín, Méndez Guiu                | 3:08     |  |
| 4.                  | «Por Tu Amor» (Mariana, Sasha, Alix y Paulina)                      | Méndez Guiu, Dávila               | 2:52     |  |
| 5.                  | «Solo Tú, Solo Yo» (Diego, Mariana, Benny y Sasha)                  | Feliciati, Foschini, Ceroni, Bosé | 3:10     |  |
| 6.                  | «Chispita» (Todos)                                                  | Méndez Guiu, Dávila               | 2:58     |  |
| 7.                  | «La Vida Es Mejor Cantando» (Sasha, Paulina, Mariana, Diego y Alix) | Méndez Guiu, Damián               | 2:48     |  |
| 8.                  | «México» (Mariana y Paulina)                                        | Feliciati, Foschini, Ceroni, Bosé | 2:53     |  |
| 9.                  | «Mamá» (Benny)                                                      | Rubín, Méndez Guiu                | 2:55     |  |
| 10.                 | «Cocorito» (Todos)                                                  | Feliciati, Foschini, Ceroni, Bosé | 3:07     |  |
| 11.                 | «Rocococococanrol» (Benny, Alix, Paulina y Diego)                   | Méndez Guiu, Damián               | 3:04     |  |

## Integrantes
- Diego, Paulina, Mariana, Benny, Alix y Sasha.

## Realización
Créditos adaptados desde las notas del álbum.
- Producción, dirección y arreglos: Guillermo Méndez Guiú
- Ingenieros de grabación: Tomy Damaco, Horacio Saldívar, Luis Gui
- Ingeniero de mezcla: Víctor Sánchez
- Grabado en los estudios: LAGAR, México, D.F.
- Mezclado en los estudios: de la S.A.C.M., México, D.F.
- Capacitación artística de Timbiriche: Centro de capacitación de actores de Televisa San Ángel
- Diseño: AIRBUSH Diseño Gráfico
- Fotografía: Julio Wizuete